# Manu Ríos
Manuel Ríos Fernández (Calzada de Calatrava, 17 de dezembro de 1998) é um ator e cantor espanhol. Iniciou sua carreira em 2008 no reality Cantando en Familia, aparecendo posteriormente em diversos programas e musicais, tendo sua estreia oficial como ator de televisão em 2014 na série El chiringuito de Pepe. Sendo referenciado pela mídia como o novo "it boy" da Espanha, alcançou a fama em 2021 por seu papel como Patrick Blanco na série Élite, da Netflix.

## Vida e carreira
Manu nasceu em 17 de dezembro de 1998, em Calzada de Calatrava, Cidade Real na Espanha. Desde pequeno foi um grande entusiasta da música, por isso decidiu estudar ballet clássico e dança urbana. Começou a sua carreira no mundo do entretenimento muito jovem, com oito anos de idade começou a postar covers de canções famosas no YouTube. A sua estreia na televisão ocorreu em 2008, quando tinha nove anos, no Cantando en familia, concurso familiar de televisão regional de Castilla-La Mancha apresentado por Constantino Romero e produzido pela Linze TV. Um ano depois, ele participou do Tú si que vales, um programa da Telecinco onde demonstrou suas habilidades de dança, chegando à semifinal.
Em 2010 participou do Cántame cómo pasó, um programa musical sobre a conhecida série televisiva espanhola Cuéntame como pasa. Nesse mesmo ano estreou também no teatro com a participação no musical Les Misérables no papel de Gavroche Thénardier. Mais tarde, também participou de outros musicais nos palcos madrilenos, como Parcheesi no mundo mágico ou Don pepito (en busca del circo perdido). Tornou-se um dos integrantes da banda infantil Parchís no seu relançamento em 2012. Em 2014, estreou como ator na série de televisão da Telecinco El chiringuito de Pepe, onde interpretou Mauri Martínez, num total de cinco episódios.
Em 2018 sua popularidade continuou a crescer nas redes sociais, conseguindo um elevado número de seguidores em plataformas como YouTube e Instagram e conseguindo colaborações com marcas de moda conceituadas como Dior e Pull and Bear. Sua popularidade no Instagram, fez a mídia espanhola se referir a ele como o "rei dos influencers", "it boy" e "Justin Bieber espanhol". Além disso, ela se tornou parte da agência de modelos Next-Models e expandiu o conteúdo de seu canal no YouTube com videoblogs sobre viagens, moda e promoção de marca. Em 2020 tornou-se o influenciador espanhol com mais seguidores no Instagram, acumulando mais de 5 milhões de seguidores.
No início de 2021, apareceu no curta La Tarotista. Em junho de 2021, estreou como um dos personagens principais na quarta temporada da série da Netflix Élite, interpretando Patrick Blanco. Na quinta temporada protagonizou um par romântico com André Lamoglia, que conquistou diversos fãs. 
Manu Ríos foi ao Met Gala nos anos de 2022 e 2023. Ainda em 2023, Manu Ríos foi ao Festival de Cannes estrear o curta-metragem Strange Way Of Life ao lado de Pedro Almodóvar, Pedro Pascal e Ethan Hawke.

## Vida pessoal
Manu é apaixonado por música e dança, habilidades que ele frequentemente mostra em seus vídeos online. Ele também gosta de moda e frequentemente posta fotos estilizadas, colaborando com várias marcas de moda. Ele também é muito ativo nas redes sociais, especialmente no Instagram, onde compartilha fotos e vídeos de seu dia a dia, trabalho e interesses pessoais. Seu estilo e carisma lhe renderam milhões de seguidores, tornando-o uma figura influente entre os jovens.
Manu mantém sua vida amorosa bastante privada e raramente fala sobre relacionamentos em público. Isso ajudou a manter o foco em sua carreira e em seu trabalho como ator e influenciador. Ele é conhecido por apoiar várias causas sociais e usar sua plataforma para aumentar a conscientização sobre questões importantes, como os direitos LGBTQ+ e a igualdade.
Ele tem um irmão mais velho chamado Josemy e seus pais se chamam Manoli e Julian.

## Filmografia

### Filmes
| Ano  | Título                | Papel         | Notas          | Ref.          |
| ---- | --------------------- | ------------- | -------------- | ------------- |
| 2002 | ¿Dónde está?          | Não creditado | Filme para TV  | [ 16 ] [ 17 ] |
| 2021 | La Tarotista          | Ele mesmo     | Curta-metragem | [ 18 ] [ 10 ] |
| 2022 | Extraña forma de vida | Cantor        | Curta-metragem |               |

### Séries e televisão
| Ano     | Título                  | Papel                     | Notas                                           | Ref.          |
| ------- | ----------------------- | ------------------------- | ----------------------------------------------- | ------------- |
| 2008    | Cantando en familia     | Ele mesmo                 | Competidor                                      | [ 19 ]        |
| 2009    | Tú si que vales         | Ele mesmo                 | Competidor                                      | [ 19 ] [ 20 ] |
| 2010    | Cántame cómo pasó       | Ele mesmo                 | Competidor                                      | [ 21 ]        |
| 2014    | El chiringuito de Pepe  | Mauricio "Mauri" Martínez | Recorrente (5 episódios, 1ª temporada)          | [ 22 ]        |
| 2021–22 | Élite                   | Patrick Blanco Commenford | Elenco principal (8 episódios, 4ª–6ª temporada) | [ 23 ]        |
| 2021    | Éliteː histórias breves | Patrick Blanco Commenford | Elenco principal (3 episódios, 2ª temporada)    | [ 24 ]        |
| 2022    | La edad de la ira       | Marcos                    | Protagonista                                    | [ 25 ]        |
| 2023    | El Silencio             | Eneko                     | Coadjuvante                                     | [ 26 ]        |
| 2024    | Respira                 | Dr. Biel                  | Protagonista                                    | [ 27 ]        |

## Teatro
| Ano     | Título         | Papel               | Notas                                  | Ref.   |
| ------- | -------------- | ------------------- | -------------------------------------- | ------ |
| 2010    | Les Misérables | Gavroche Thénardier | Musical, Lope de Vega Theatre (Madrid) | [ 28 ] |
| 2012–13 | Don Pepito     | Don Pepito          | Musical, Lope de Vega Theatre (Madrid) |        |